# جایزه ویژه تونی
 بخش ویژه جایزه تونی شامل جایزه‌های یک عمر دستاورد هنری و جایزه ویژه تونی است. این‌ها جایزه‌های افتخاری غیر رقابتی هستند و عنوان‌هایشان طی سال‌ها تغییر کرده است. جایزه تونی برای برای یک عمر دستاورد هنری در تئاتر به «افتخار یک فرد به واسطه آثار او» است. (جایزه تونی برای بهترین رویداد ویژه تئاتر یک جایزه رقابتی بود که از ۲۰۰۱ تا ۲۰۰۹ اهدا شد.) یکی دیگر از جایزه‌های غیر رقابتی تونی، جایزه افتخاری تونی برای تعالی در تئاتر است، برای «به رسمیت شناختن دستاوردهای افراد و سازمان‌هایی است که در هیچ یک از دسته‌های رقابتی جای نمی‌گیرند».